# Чіттур
Чіттур — аул в Лакському районі Дагестану.
Знаходиться на відстані 3кмю від райцентру на висоті 1800 метрів над рівнем моря, на пагорбі звідки видно 47 сіл Лакського району (попри те, що деякі села розташовані вище).
Там де сьогодні знаходиться село Чіттур колись була ферма Казі-Кумухського хана. В ущелині де протікає річка, в місцевості «Аьрчча мяммахъал мурхьру» знаходилась гусяча ферма хана де працював Мямма на прозвисько Аьрчча. Потім хан дав йому ділянку на апгорбі над фермою, де Мямма збудував собі хату. Ця хата стоїть понині. Там живуть прямі наслідники Мямми — сім'я Гафур. Після Ерччи тут оселився аварець з села Ансалта, висланий звідти через кровну помсту. Аварець виготовляв та продавав дерев'яні сідла для віслюків. Через м'який клімат, наявність орних земель та пасовиськ, багато інших сімей з різних сіл оселились тут і заснували село, якому дали назву Чіттур. Чому так назвали село невідомо. «ЧитІу» в перекладі з лакської означає «ластівка». Наявність в селі близько 20 тухумів (родів) говорить, що село засновано багаторідними поселенцями ззовні.
Сьогодні в селі 14 дворів та 51 мешканець. В 1886 році тут було 38 дворів, а в 1914 мешкало 241 особа. Були часи коли тут було 80 дворів.